# Silver Jews
I Silver Jews sono stati una band indie rock statunitense, formatasi a New York, nel 1989, dall'incontro tra David Berman, Stephen Malkmus e Bob Nastanovich.
Nel corso degli anni, Berman fu l'unico componente a far parte in pianta stabile della band, fino allo scioglimento di essa, avvenuto nel 2009.

## Storia
Nel 1985, il chitarrista e cantante David Berman, studente all'Università della Virginia, fece la conoscenza con i compagni di corso Stephen Malkmus e Bob Nastanovich, assieme ai quali trovò un impiego come disc jockey per la stazione radio del locale college, la WTJU. La comune passione per la musica porta i tre, solo poco tempo dopo e con l'aggiunta di James McNew (futuro bassista dei Yo La Tengo) e di Gate Pratt, a fondare anche una band, gli Ectoslavia, con cui però non riusciranno mai a pubblicare alcun disco.
Alla fine degli anni ottanta, una volta conseguita la laurea, i tre si trasferirono in un piccolo appartamento di Hoboken (New Jersey) dove, oltre ad impegnarsi in diversi lavori in gallerie d'arte e musei (tra cui il Whitney Museum of American Art), iniziarono anche ad elaborare i primi brani, in principio quasi per gioco e poi, in seguito, con l'obiettivo di creare un secondo progetto di band, chiamata Silver Jews.  Il nome del gruppo, ideato da Berman, pare sia stato ispirato dalla scritta Silver Jewelry (gioielli in argento) riportata in un cartellone pubblicitario che, almeno inizialmente, era in realtà destinato ad essere uno pseudonimo per un pezzo d'arte concettuale e poi, solo in un secondo momento, venne utilizzato per la band.
Notati da Dan Koretsky, fondatore dell'etichetta discografica Drag City che, nel 1992, li fa debuttare sulla propria label con l'EP Dime Map Of The Reef a cui fa seguito, l'anno dopo, un secondo 12" dal titolo Arizona Record, entrambi registrati con un semplice walkmen nel salotto di casa. Nel 1994 uscì anche il primo album Starlite Walker, registrato a fine giugno presso il Recordings Easley Studio di Memphis, vede ancora la presenza dei due Pavement Malkmus e Nastanovich. Con loro tornerà poi a collaborare sia nel terzo, American Water (del 1998), che nel quinto disco, intitolato Tanglewood Numbers e uscito nel 2005.
Nonostante la riluttanza da parte di Berman ad esibirsi dal vivo, dopo l'uscita di Tanglewood, la band organizzò il loro primo tour mondiale che portò il gruppo a suonare in Nord America, Europa e Israele, per tutto il 2006. In occasione delle esibizioni tenutesi a Tel Aviv e a Gerusalemme, vennero effettuate le riprese per un documentario intitolato semplicemente Silver Jews che, per la regia di Michael Tully e Matthew Robison, venne poi pubblicato in DVD dalla stessa Drag City, il 23 settembre 2008.
Il 22 gennaio del 2009, Berman annunciò tramite il sito ufficiale dell'etichetta Drag City la decisione del suo ritiro dalle scene musicali e la conseguente fine del progetto Silver Jews. "Credo sia arrivato il momento di andare oltre, verso un'altra categoria." scrive Berman "Sceneggiatura o scandalistica. Comunque andare avanti. Per non assomigliare a tutti gli arrivisti. Ho 42 anni e so cosa fare. Sono uno scrittore. Ho sempre detto che ci saremmo fermati prima di peggiorare. Se continuo a registrare musica potrei finire anche a scrivere canzoni di risposta a Shiny Happy People"
La band suonò il suo ultimo concerto al Bluegrass Metropolitan di McMinnville, il successivo 31 gennaio.

## Componenti
Con la sola eccezione del suo fondatore David Berman, che ha sempre fatto parte della band, nel corso degli anni diversi elementi hanno collaborato partecipando fattivamente alle registrazioni dei vari dischi e mutando, quindi, di volta in volta la line-up del gruppo, che comprende:
- Cassie Berman
- Tim Barnes
- Pete Cummings
- Tony Crow
- Duane Denison
- Doug Easley
- Jill Fantauzza
- Mike Fellows
- Matt Hunter
- Brian Kotzur
- Paz Lenchantin
- Dan Mackta
- Stephen Malkmus

- Davis McCain
- Rian Murphy
- Bob Nastanovich
- Paul Niehaus
- Will Oldham
- Peyton Pinkerton
- Andra Sherman
- Chris Stroffolino
- William Tyler
- Steve West
- J. D. Wilkes
- Azita Youssefi
- Tayna Small

## Discografia

### Album in studio
- 1994 - Starlite Walker
- 1996 - The Natural Bridge
- 1998 - American Water
- 2001 - Bright Flight
- 2005 - Tanglewood Numbers
- 2008 - Lookout Mountain, Lookout Sea

### EP
- 1993 - The Arizona Record
- 2001 - Tennessee

### Singoli
- 1990 - Dime Map of the Reef
- 1993 - Silver Jews and Nico (split con i New Radiant Storm King)
- 1998 - Blue Arrangements
- 1998 - Send in the Clouds
- 1999 - Hot as Hell